# تريستان في النثر
تريستان في النثر (بالفرنسية: Tristan en prose) هو اقتباس وتعديل لقصة ترستان واآيزولت (Tristan and Iseult) في قصة نثرية طويلة، وكان الكتاب أول من ربط الموضوع بالكامل بأسطورة آرثر. كانت أيضًا أول سلسلة نثر رئيسية لآرثر بدأت بعد كأس لانسلوت ("Lancelot-Grail "Vulgate Cycle) المشهورة على نطاق واسع، والتي أثرت بشكل خاص على الأجزاء اللاحقة من ترستان بروس.

## التأليف والتاريخ
وفقًا للمقدمة، يُنسب الجزء الأول من الكتاب (أي كل شيء قبل قصة البحث عن الكأس المقدسة) إلى لوس دي جات Luce de Gat غير المعروف، ومن المحتمل أنه بدأ بين عامي 1230 و 1235. تم توسيع العمل وإعادة صياغته في وقت ما بعد عام 1240  لإنشاء الإصدار الأكثر شيوعًا والمعروف باسم V2. في خاتمة V2، أطلق مؤلفه على نفسه اسم «هيلي دي بورون Helie de Boron»، مؤكداً أنه ابن أخ المؤلف الأول لسلاسل Arthurian Grail، الشاعر روبرت دي بورون.   تدعي هيلي دي بورون Helie de Boron، أنها أكملت القصة من حيث توقف لوس Luce. لم يأخذ العلماء على محمل الجد السير الذاتية للمؤلفين أو الادعاء بأنهما كانا يترجمان العمل من أصل لاتيني.

## ملخص
يبقى الجزء الأول من العمل أقرب إلى القصة التقليدية كما رواها كتّاب الشعر مثل بيرول وتوماس من بريطانيا، لكن العديد من الحلقات أعيدت صياغتها أو تغيرت بالكامل. أُعطي والدا تريستان أسماء وخلفيات جديدة.  أخذه الوصي عليه إلى فرنسا، حيث نشأ في بلاط الملك فاراموند. وصل لاحقًا إلى بلاط عمه مارك، ملك كورنوال، ودافع عن بلاده ضد المحارب الأيرلندي مورهولت. بعد إصابته في القتال، يسافر إلى أيرلندا حيث يشفى بواسطة إيزولت، وهي طبيبة مشهورة وابنة أخت مورهولت، لكنه يفر عندما يكتشف الأيرلنديون أنه قتل بطلهم. يعود لاحقًا، متخفيًا، ليطلب إيزولت كعروس لعمه. عندما يشربون عن طريق الخطأ ترياق الحب  المُعدّة لإيزولت ومارك، ينخرطون في علاقة مأساوية تنتهي بنفي تريستان إلى محكمة هول في بروتاني. يتزوج في النهاية من ابنة هول، التي سميت أيضًا إيزولت. بعد هذه النقطة بالتحديد، يتم مقاطعة السرد التقليدي باستمرار بسبب مغامرات جانبية من قبل الشخصيات والحلقات المختلفة التي تعمل على «تحويل القصة إلى آرثر». والجدير بالذكر أن تنافس تريستان مع فارس ساراكينوس بالاميديس يحظى باهتمام كبير. بالإضافة إلى ذلك، في النسخة الطويلة، يترك تريستان بروتاني ويعود إلى حبه الأول، ولا يرى زوجته مرة أخرى، على الرغم من أن شقيقها كاهِدين يظل رفيقه المقرب. كثيرًا ما يُقارن تريستان بصديقه لانسلوت في قوته وحبه. أصبح فارس من فرسان المائدة المستديرة (بأخذ مقعد مورهولت القديم) ويشرع في البحث عن الكأس المقدسة قبل التخلي عن فكرة البقاء مع إزوليت في قلعة لانسلوت. تحافظ المخطوطات التي لا تحتوي على مادة الكأس المقدسة على النسخة السابقة لموت العشاق، في حين أن في النسخ الأطول يقتل مارك تريستان بينما كان يعزف على القيثارة لإيزولت، ليشاهدها تموت بعد ذلك مباشرة.

## الإرث
كان لنثر تريستان تأثير كبير على الأدب اللاحق في العصور الوسطى ونسخ أسطورة آرثر. شخصيات مثل بالاميديس ودينادان ولامورك، الذين ظهروا جميعًا لأول مرة في تريستان، اكتسبوا شعبية في الأعمال اللاحقة. هذه المادة محفوظة أيضًا في تجميع روستيشيلو دا بيزا والعديد من التنقيحات اللاحقة بعدة لغات. أثرت ترسيستان بروس أيضًا على لسلة ما بعد فولجيت، وهي المعالجة النثرية الرئيسية التالية لأسطورة آرثر، وكانت بمثابة المصدر الرئيسي لقسم تريستان في موت آرثر لتوماس مالوري.